# Décima
Décima, em arte poética, é uma estrofe com dez versos. Nela, os versos podem ser heptassilábicos (redondilha) ou decassilábicos, podendo aceitar outras métricas.

## Décima heptassilábica
A décima heptassilábica é uma estrofe poética que possui dez versos de sete sílabas diversamente rimados conforme a tradição e a escolha de cada poeta. É o caso de "Sôbolos rios que vão" do poeta português Luís Vaz de Camões.
Sôbolos rios que vão
por Babilónia, me achei,
Onde sentado chorei
as lembranças de Sião
e quanto nela passei.
Ali, o rio corrente
de meus olhos foi manado,
e, tudo bem comparado,
Babilónia ao mal presente,
Sião ao tempo passado.
Tradicionalmente, as rimas na décima heptassilábica, ou seja, na décima com redondilhas maiores, podem estar na ordem ABBABCDDCD como no caso acima, mas tendem a variar também para ABAABCDDCD e outras formas. 
O cancioneiro nordestino, no entanto, usa o esquema rímico ABBAACCDDC, tanto no heptassílabo, em mote e glosa, quanto no martelo agalopado com dez sílabas, e no galope à beira mar, com 11 sílabas.
No poema de "Sôbolos Rios", as estrofes seguintes tendem a variar a disposição do rimário. Também num sentido clássico, a décima heptassilábica tende a ter dois momentos principais em cada estrofe. Em Sôbolos Rios, por exemplo, esta divisão ocorre entre o quinto e o sexto verso, mostrando, em certa medida que a décima camoniana era uma união de duas estrofes de cinco versos).

## Décima Espinela
Décima Espinela é a estrofe com a qual se expressam os pajadores gaúchos brasileiros, payadores argentinos, uruguaios e chilenos, cantores de mejorana panamenhos, trovadores porto-riquenhos, repentistas cubanos, verseadores canários, trovadores peruanos, cantadores nordestinos brasileiros e outros repentistas do mundo.
Possui este nome porque é associada sua criação ao poeta espanhol Vicente Espinel que registrou pela primeira vez no esquema rimático ABBAACCDDC em heptassílabo (octosilabo para os de fala hispanica), no seu livro Diversas Rimas, em 1591. 
O nome de Décima Espinela foi dado pelo seguidor de Espinel, Lope de Vega. Espinel chamou de redondilho.
Há também décimas com outros esquemas rimáticos diferentes do da Espinela. A estas chama-se Copla Real.

## Utilização
A décima é utilizada em glosas, no Martelo agalopado, no Galope à beira-mar e na pajada gaúcha.